# Ловаги
Лова́ги — село в Україні, у Калуському районі Івано-Франківської області. Входить до складу Перегінської селищної громади. Населення становить 56 осіб (станом на 2001 рік). 

## Географія
Село Ловаги лежить за 8,1 км на південний схід від селища Рожнятів, фізична відстань до Києва — 467,9 км.
| Клімат Ловагів          | Клімат Ловагів | Клімат Ловагів | Клімат Ловагів | Клімат Ловагів | Клімат Ловагів | Клімат Ловагів | Клімат Ловагів | Клімат Ловагів | Клімат Ловагів | Клімат Ловагів | Клімат Ловагів | Клімат Ловагів | Клімат Ловагів |
| Показник                | Січ.           | Лют.           | Бер.           | Квіт.          | Трав.          | Черв.          | Лип.           | Серп.          | Вер.           | Жовт.          | Лист.          | Груд.          | Рік            |
| Середній максимум, °C   | −1,1           | 0,4            | 5,6            | 12,8           | 18,4           | 21,4           | 22,9           | 22,5           | 18,4           | 12,8           | 5,7            | 0,8            | 11,8           |
| Середня температура, °C | −4,2           | −2,6           | 1,8            | 7,9            | 13,1           | 16,1           | 17,6           | 17,0           | 13,3           | 8,1            | 2,6            | −1,8           | 7,4            |
| Середній мінімум, °C    | −7,3           | −5,6           | −2             | 3,1            | 7,8            | 10,9           | 12,3           | 11,6           | 8,2            | 3,5            | −0,4           | −4,3           | 3,2            |
| Норма опадів, мм        | 39             | 37             | 40             | 56             | 85             | 103            | 100            | 80             | 56             | 43             | 45             | 50             | 734            |
| ----------------------- | -------------- | -------------- | -------------- | -------------- | -------------- | -------------- | -------------- | -------------- | -------------- | -------------- | -------------- | -------------- | -------------- |
| Джерело:                |                |                |                |                |                |                |                |                |                |                |                |                |                |

## Історія
1 липня 1951 року в селі героїчно загинули надрайонний провідник ОУН Станіславщини, заступник провідника Калуського окружного проводу ОУН уродженець села Радчі Григорій Вацеба—«Сулима», його дружина Марія Вацеба—«Калина» (до шлюбу Бабінчук), уродженка села Старого Лисця, місцевий житель Ярослав Белейович—«Дуб» та повстанці «Голуб» і «Тарас». 

## Населення
Станом на 1989 рік у селі проживала 81 особа, серед них — 41 чоловік і 40 жінок.
За даними перепису населення 2001 року у селі проживали 56 осіб. Рідною мовою назвали:
| Мова       | Кількість осіб | Відсоток |
| ---------- | -------------- | -------- |
| українська | 56             | 100,00%  |